# Terrorfakt

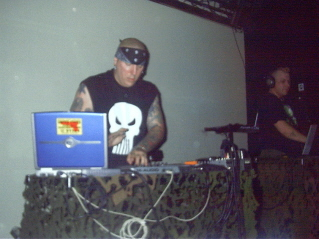
Terrorfakt live in New York, 11-12-2005

Terrorfakt is een Amerikaans industrial- en powernoise-muziekproject uit New York, dat werd opgericht in 2001. In de begindagen waren er verschillende leden bij het project betrokken, maar later werd het een soloproject van Benjamin Vincent Dewalt (die ook werkt onder namen DJ Bent, DJ Hellraver, Earth Shock en T-Faktor), hoewel andere muzikanten zo nu en dan zich bij hem voegen voor zijn liveshows. In 2002 debuteerde Terrofakt op Tinman Records met Deconstruction (later uitgebracht op Metropolis Records). Voorafgaand aan de uitgave op Tinman Records werd Deconstruction onafhankelijk uitgebracht op cd-r.
Het project werd gevormd als een reactie op de terroristische aanslagen van 11 september 2001 in New York, en opperde oorspronkelijk voor een anoniem imago, waarbij hoeden, maskers en op het leger geïnspireerde kleding werden gedragen op het podium. De muziek bevat vaak zwaar vervormde geluidsfragmenten uit films.

## Discografie
- Deconstruction (2002)
- Ausland (cd-r) (2002)
- We know Pain! (cd-r) (2002)
- TERRORFAKT presents T-FAKTOR - Music from Antarctica - A Collection of B-Sides and outakes (cd-r) (2002)
- Kalte Stahl Herz (cd-r) (2002)
- Reconstruction: The Remixes (2003)
- Cold Steel World (2004)
- Spinelss (12", wit) (2004)
- Arsenal (12") (2004)
- Reworks (cd-r, beperkte oplage) (2004)
- Achtung! (12") (2005)
- Remixed by TERRORFAKT (cd-r) (2005)
- Cold World Remixes (2005)
- Teethgrinder (2006)
- The fine Art of Killing yourself (dubbel-cd) (2007)
- The fine Art of Killing yourself (12") (2007)
- Reworks2: Friendly Fire (cd-r) (2007)
- Re/Evolution (2009)